# Luden tryffel
Luden tryffel (Tuber puberulum) är en svampart som beskrevs av Miles Joseph Berkeley och Christopher Edmund Broome, 1846. Luden tryffel ingår i släktet ädeltryfflar (Tuber), familjen Tuberaceae, ordningen skålsvampar och divisionen sporsäckssvampar.
Luden tryffel förekommer i Europa, också på brittiska öarna.  Den betraktas i många delar av Europa som en vanlig art. I Sverige är arten reproducerande, men dess rödlistestatus är ej utvärderad. I Norge är arten rödlistad som nära hotad. Dess habitat är lövskog, ädellövskog och gräsmarker med lövträd, som den kan bilda mykorrhiza med. Den associeras främst med ek och hassel, men också bok, och troligen kan den bilda mykorrhiza också med andra trädslag.
Luden tryffel har underjordiska, små fruktkroppar, från cirka 0,5 till 2 cm i storlek,, eller ungefär som en hasselnöt. På utsidan finns tunna hår, något som ses tydligast på unga fruktkroppar, medan mognare fruktkroppar är mindre tydligt håriga. Unga fruktkroppars utsida ser vitaktig ut men med mognaden blir de mera gulbruna eller rödbruna. Insidan på unga fruktkroppar är vitaktig, men med mognaden blir den ljusbrun eller brunrosa med vit, förgrenad marmorering. Noterbart är dock att inomartsliga variationer förekommer. Lukten och smaken är svaga och inte utmärkande.